# 8408 Strom
8408 Strom eller 1995 SX12 är en asteroid i huvudbältet som upptäcktes den 18 september 1995 av Spacewatch vid Kitt Peak-observatoriet. Den är uppkallad efter Robert G. Strom.
Asteroiden har en diameter på ungefär 8 kilometer.